# Sharks
Sharks är ett av de stridande gängen i musikalen West Side Story från 1957. De motsvarar Capulets i musikalens förlaga Romeo och Juliet. Sharks består av ungdomar som invandrat till New York från Puerto Rico. Deras namn syftar på hajfisken, eftersom de kommer från en ö. I filmversionen och de flesta scenversioner klär sig Sharks i rött, svart och lila.